# گولمسدورف
گولمسدورف (به آلمانی: Golmsdorf) یک شهر در آلمان است که در زاله‌هلتسلاند واقع شده‌است. گولمسدورف ۶۸۳ نفر جمعیت دارد.